# Oliver! (film)
Oliver! is een Britse musicalfilm uit 1968 van regisseur Carol Reed, met in de hoofdrollen Oliver Reed, Ron Moody en Mark Lester. De film is gebaseerd op de gelijknamige musical en het boek Oliver Twist van Charles Dickens.
De film was een groot succes en verwierf onder andere een Oscar voor beste film. De opbrengst was 16,8 miljoen dollar (met een budget van 10 miljoen dollar).

## Verhaal
De jonge Oliver Twist verblijft met een aantal lotgenoten in een weeshuis. De jongens worden geslagen, krijgen nauwelijks te eten en moeten de hele dag in een tredmolen lopen. Als Oliver op zekere dag het waagt om extra eten te vragen moet hij het weeshuis verlaten. Hij wordt uiteindelijk verkocht aan een begrafenisondernemer. Maar ook in zijn nieuwe omgeving krijgt Oliver meer slaag dan eten. Hij weet te ontsnappen en trekt naar Londen. Daar ontmoet hij Jack Hawkins, bijgenaamd the Artful Dodger. Dodger is lid van een bende jeugdige zakkenrollers die wordt geleid door de sluwe Fagin, een heler en vervalser. Oliver maakt al snel nieuwe vrienden en is gecharmeerd van Nancy, een bendelid van Fagin. Nancy leeft inmiddels samen met Bill Sikes, een bruut die regelmatig inbreekt in dure huizen. Als Oliver wordt meegenomen door een paar jongens om te leren zakkenrollen wordt hij opgepakt, hoewel de andere jongens de ware daders zijn. Tijdens de rechtszaak wordt hij echter vrijgesproken omdat een getuige meldt dat Oliver onschuldig is. De man die Oliver aanvankelijk had laten oppakken, mr. Brownlow, voelt zich schuldig en ontfermt zich over hem. Eindelijk zit het de jongen mee. Hij krijgt nieuwe kleren, goed eten en woont in een groot huis. Maar Fagin en Bill Sikes maken zich zorgen, zij zijn bang dat Oliver hen zal verraden. Oliver wordt ontvoerd en belandt weer bij Fagins bende. Bill Sikes gebruikt de jongen als hulpje om te kunnen inbreken in allerlei huizen. Nancy, die heeft geholpen om Oliver te ontvoeren, voelt intussen haar geweten knagen. Ze besluit om de jongen terug te brengen naar mr. Brownlow. Als Bill Sikes hierachter komt zet hij de achtervolging in en vermoordt Nancy. Hij neemt Oliver mee, maar merkt dat hij wordt achtervolgd door de politie. Als Sikes probeert weg te komen over de daken wordt hij doodgeschoten. Oliver keert weer terug naar het huis van mr. Brownlow.

## Rolverdeling
| Acteur           | Personage      |
| ---------------- | -------------- |
| Mark Lester      | Oliver Twist   |
| Ron Moody        | Fagin          |
| Shani Wallis     | Nancy          |
| Oliver Reed      | Bill Sikes     |
| Harry Secombe    | Bumble         |
| Jack Wild        | Dodger         |
| Hugh Griffith    | Magistraat     |
| Joseph O'Conor   | Brownlow       |
| Peggy Mount      | Mw. Bumble     |
| Hylda Baker      | Mw. Sowerberry |
| Leonard Rossiter | Sowerberry     |
| Kenneth Cranham  | Noah Claypole  |
| Megs Jenkins     | Mw. Bedwin     |
| Sheila White     | Bet            |
| Wensley Pithey   | Dr. Grimwig    |
| James Hayter     | Jessop         |
| Elizabeth Knight | Charlotte      |
| Norman Mitchell  | Politieagent   |

## Achtergrond

### Scenario
Charles Dickens' roman uit 1838 over de weesjongen Oliver Twist is al verscheidene malen verfilmd en voor toneel bewerkt. Lionel Bart bewerkte het boek in 1960 tot een musical onder de titel Oliver! De musical werd een succes in Londen en New York en vervolgens in vele andere steden over de hele wereld opgevoerd. In 1967 begonnen de opnames voor de gelijknamige film. Vernon Harris schreef het scenario en baseerde zich daarbij op zowel de musical als het boek van Dickens. Film en musical verschillen op een aantal punten. Zo had Harris aanvankelijk voor ogen de film te beginnen met de dood van de moeder van Oliver. Uiteindelijk werden deze scènes uit de film gehaald omdat de producenten toch wilden beginnen met de grote openingsscène in het weeshuis.
Een aantal liedjes uit de musical komen niet voor in de film. Zo verdwenen I Shall Scream en That's Your Funeral. Aangezien regisseur Carol Reed twijfels had over de zangkwaliteiten van zijn neef Oliver Reed (Bill Sikes) werd ook My Name geschrapt. Wel werd de rol van Sikes door Harris uitgebreid om het personage meer op de Sikes in het boek te laten lijken. Een aantal liedjes werd verplaatst naar andere scènes. Zo zingt Shani Wallis (Nancy) It's a Fine Life niet in de pub, zoals in de musical, maar in haar huis. In de film wordt het liedje gebruikt om de gevoelens van Nancy voor Bill Sikes te laten zien. In de musical was het echter de bedoeling dat Nancy laat zien dat ze niet bang is. Een ander nummer van Nancy Oom Pah Pah is ook verplaatst. In de musical zit het nummer aan het begin en is het gewoon een vrolijk dansnummer. In de film gebruikt Nancy het liedje om de aandacht van Bill Sikes af te leiden als ze Oliver terug wil brengen naar meneer Brownlow. Drie liedjes werden aanzienlijk uitgebreid: Boy for Sale, Where Is Love en Reviewing the Situation kregen extra tekst. Daarnaast werd de choreografie van de dansscènes in de film aanmerkelijk uitgebreid.
Harris voegde ook scènes toe, In de musical is bijvoorbeeld het proces van Oliver niet te zien, maar in de film wel. Harris baseerde zich op het boek van Dickens waarbij hij de complete dialoog van de rechtbankscène overnam. Een andere scène die Harris toevoegde is de scène waar Bill Sikes Oliver meeneemt om in te breken. Deze scène ontbreekt in de musical, maar komt wel voor in het boek. Harris maakte ook goed gebruik van andere Oliver Twistverfilmingen. De achtervolging van Bill Sikes speelt zich niet af op London Bridge, zoals in de musical, maar op de daken van Londen. Sikes heeft Oliver meegenomen als gijzelaar. Dit idee komt uit de verfilming van Oliver Twist uit 1948 van David Lean. Lean kreeg hiervoor echter geen vermelding in de eindcredits.
In navolging van de musical is de rol van Fagin veranderd. In het boek is Fagin de hoofdantagonist die kinderen tot misdaad aanzet en Sikes manipuleert tot het doodslaan van Nancy. In de musical en film neemt Sikes de rol van hoofdantagonist over van Fagin, is Fagin duidelijk bang voor Sikes en neemt hij afstand van de moord op Nancy, en dient hij als een komische onderbreking. Ook wordt Fagin in tegenstelling tot het boek niet opgehangen, maar ontkomt hij samen met Dodger (die niet wordt verbannen naar Australië).

### Acteurs
De film gebruikte een groot aantal nog onbekende acteurs. Behalve Oliver Reed was de rest van de acteurs amper bekend bij het grote publiek. Dit was echter geen bewuste keuze van de producenten. Zo werd een groot aantal bekende namen overwogen. Het gerucht ging zelfs dat Richard Burton Sikes zou spelen en Elizabeth Taylor Nancy. Voor de rol van Fagin werden Laurence Harvey, Peter Sellers, Peter O'Toole, Dick Van Dyke en Bruce Forsyth gevraagd. Ron Moody die de rol van Fagin met groot succes in de musical had gespeeld kwam pas voor het voetlicht toen Sellers en O'Toole geweigerd hadden. Moody was, naar eigen zeggen, pas zeker van de rol toen de opnames begonnen.
Het vinden van een geschikte jongen om Oliver te spelen, kostte ook veel moeite. Ruim 5000 jongens deden auditie. Uiteindelijk werd de achtjarige Mark Lester, zoon van regisseur Richard Lester gekozen. Lester had al kleine rolletjes gespeeld in twee films, in Robert Dhery's film Allez France! met Diana Dors en in Truffauts Fahrenheit 451. Lester raakte goed bevriend met de zes jaar oudere Jack Wild die gekozen werd voor de rol van Dodger. Wild had al eerder meegedaan in de musical Oliver! waar hij een van Fagins jongens speelde. Hij was eigenlijk kleiner dan Mark Lester en droeg schoenen met verhoogde zolen om hem groter te doen lijken. Overigens droeg Oliver Reed om dezelfde reden ook verhoogde zolen. Voor de rol van Nancy werd uiteindelijk Shani Wallis uitverkoren. Wallis was met name bekend als zangeres (vooral in de jaren vijftig) en als theateractrice. Ze had met veel moeite haar oorspronkelijke Cockney-accent afgeleerd, om te horen dat ze alleen de rol van Nancy zou krijgen als ze een Cockney-accent kon produceren.

### Muziek
De muziek vormt uiteraard de ruggengraat van de film. Niet alle nummers uit de musical werden echter overgenomen (zie boven), maar de volgende liedjes zijn te horen:
- Food, Glorious Food/Oliver!
- Boy For Sale
- Where is Love?
- Consider Yourself
- Pick a Pocket or Two
- It's a Fine Life
- I'd Do Anything
- Be Back Soon
- Who Will Buy?
- As Long As He Needs Me
- Reviewing the Situation
- Oom-Pah-Pah
- Reviewing the Situation (reprise)
- Finale (Where Is Love?/Consider Yourself)

De liedjes werden geschreven door Lionel Bart en gearrangeerd door Johnny Green. Bij de opnames waren er een paar problemen. Zo bleek Oliver Reed niet echt te beschikken over een goede zangstem, met als gevolg dat zijn liedje werd geschrapt. Ook Mark Lesters stem was ongeschikt. Lester bleek toondoof en aritmisch en Johnny Green, verantwoordelijk voor de muzikale regie, liet zijn dochter Kathe de liedjes zingen. Dit werd overigens pas onthuld in 1988 tijdens een vraaggesprek met Green voor een special ter ere van het twintigjarig jubileum van de film. Green vertelde dat hij twee jongens paraat had om in de postproductie van de film de liedjes in te zingen. Hij vond echter de stemmen niet passen bij het uiterlijk van Mark Lester, waarna hij koos voor Kathe.

### Productie
Op 23 juni 1967 begonnen de opnames in de Shepperton Film Studios in Londen. Er waren zes 'sound stages' en uitgebreide buitensets op het enorme achterterrein van de studio's. Hele delen van het oude Londen waren opgebouwd, compleet met achterbuurten en de rijkere woongedeeltes. De sets konden binnen enkele uren worden omgebouwd als de dansnummers daar om vroegen. De opnames waren niet eenvoudig. Zo kostte het drie weken om de scènes rond Consider Yourself op te nemen. Jack Wild, die had meegedaan in de theaterproductie van de musical, kende het nummer uit zijn hoofd. Maar dat was niet het geval bij Mark Lester die geen idee had wat hij moest doen. Wild sleepte Lester door de opnames en er ontstond een grote vriendschap tussen de twee.
In totaal deden 84 jongens mee in de leeftijd tussen de 8 en 15 en regisseur Reed had er zijn handen vol aan om al die kinderen te regisseren. Maar dat was niet het enige probleem. Het weer was niet ideaal, het was afwisselend bloedheet en bewolkt toen de scènes rond Boy For Sale in juli werden opgenomen. De acteurs moesten in winterkleding acteren en het laten voorkomen dat ze rilden van de kou.
Regisseur Reed moest alle zeilen bijzetten om zijn acteurs geloofwaardig te laten overkomen. Bij de professionele acteurs was dat geen probleem, maar de jonge Mark Lester had zo zijn problemen. Zo kon hij bijvoorbeeld niet op commando tranen produceren tijdens het nummer Where is the love? en moesten er vers gesneden uien aan te pas komen. Ook bij een andere scène moest regisseur Carol Reed met een trucje komen om bij Lester een geloofwaardige gezichtsuitdrukking te krijgen. Bij het filmen van de scène waar Oliver ziet dat Fagin zijn schatkist tevoorschijn haalt, moest Mark Lester namelijk verbaasd kijken. Reed liet de scène keer op keer overdoen omdat hij niet tevreden was over Lesters gezichtsuitdrukking. Uiteindelijk liet hij de crew even pauzeren en stopte een konijntje in zijn jaszak. Vervolgens liet hij de opnames hervatten en stelde zich naast de camera op. Op het moment dat Ron Moody de schatkist opende, trok Reed het konijntje uit zijn zak. De totaal verraste Lester keek verbaasd naar het diertje. Reed had zijn doel bereikt.
Meer dan in de musical werd er aandacht besteed aan de choreografie. Choreografe Onna White maakte optimaal gebruik van de decors om de dansnummers breed uit te meten. Als bijvoorbeeld Oliver voor het eerst wakker wordt in zijn nieuwe omgeving bij Mr. Brownlow en Who will buy? wordt ingezet, gaan straatventers, glazenwassers, dienstmeisjes, schoolkinderen en lokale bewoners een danscompetitie aan die White een speciale Oscar zou opleveren.
Uiteindelijk werd de film voltooid. De totale speelduur werd gesteld op 145 minuten. Doordat er een ouverture, pauzemuziek en eindmuziek werden toegevoegd kwam de totale duur van de film op 153 minuten.

## Prijzen
De film behaalde diverse prijzen. Voor de Oscars 1968 werd de film genomineerd voor tien Oscars. De film won er vijf en kreeg nog een speciale Oscar voor de choreografie. De film won in de categorie Beste film, Beste regisseur, Beste originele muziek, Beste art direction en Beste Geluid.
Voor de Golden Globes waren er vier nominaties. Verzilverd werden Beste film en Beste acteur (Ron Moody).